# آرس (ژیروند)
آرس (به فرانسوی: Arès) یک کمون در فرانسه است که در canton of Audenge واقع شده‌است. آرس ۴۸٫۲۵ کیلومتر مربع مساحت دارد ۷ متر بالاتر از سطح دریا واقع شده‌است.